# Something to Do
Something to Do este o piesă a formației britanice Depeche Mode. Piesa a apărut pe albumul Some Great Reward, în 1984.